# 布恩維爾 (紐約州)
布恩維爾（英語：Boonville）是一個位於美國紐約州奧奈達縣的鎮。

## 人口
根據2020年美國人口普查的數據，布恩維爾的面積為187.97平方千米，當中陸地面積為185.99平方千米，而水域面積為1.98平方千米。當地共有人口4518人，而人口密度為每平方千米24人。